# Гора Іда
У грецькій міфології дві священні гори називають горою Іда «горою богині»: гора Іда на Криті та гора Іда в стародавньому регіоні Троада у Західній Анатолії (у сучасній Туреччині), яка також була відома як Фригійська Іда в класичній античності і згадується в «Іліаді» Гомера та «Енеїді» Вергілія. Обидві асоціюються з богинею-матір'ю в найглибших шарах догрецького міфу, оскільки гора Іда в Анатолії була священною для Кібели, яку іноді називають Mater Idaea («Ідейська мати»), тоді як Рея, яку часто зрівнюють з Кібелою, вважала немовля Зевса годувати разом з Амальтеєю на горі Іда на Криті. Після цього місце його народження було священним для Зевса, царя і батька грецьких богів і богинь.

## Етимологія
Термін Іда (Ἴδη) невідомого походження. Приклади i-da в лінійній А, ймовірно, відносяться до гори на Криті. Три написи носять лише назву i-da-ma-te (AR Zf 1 і 2 і KY Za 2) і можуть стосуватися гори Іда або богині-мати Іди (Ἰδαία μάτηρ). В «Іліаді» (Іліада, 2.821) Ἵδη (Іда) означає лісистий пагорб і нагадує поклоніння горі в релігії мінойської богині-матері. Ім’я пов’язане з німфою Ідеєю, яка, за словами Діодора, була матір’ю десяти Курет. Ідея також була епітетом Кібели. Римляни знали Кібелу як Magna Mater («Велика мати») або як Magna Mater deorum Idaea («велика ідейська мати богів»), що еквівалентно грецькому титулу Meter Theon Idaia («Мати богів, з гори Іда»). Прокл вважав його «горою ідей», звідки і його походження.

## Гора Іда,Крит

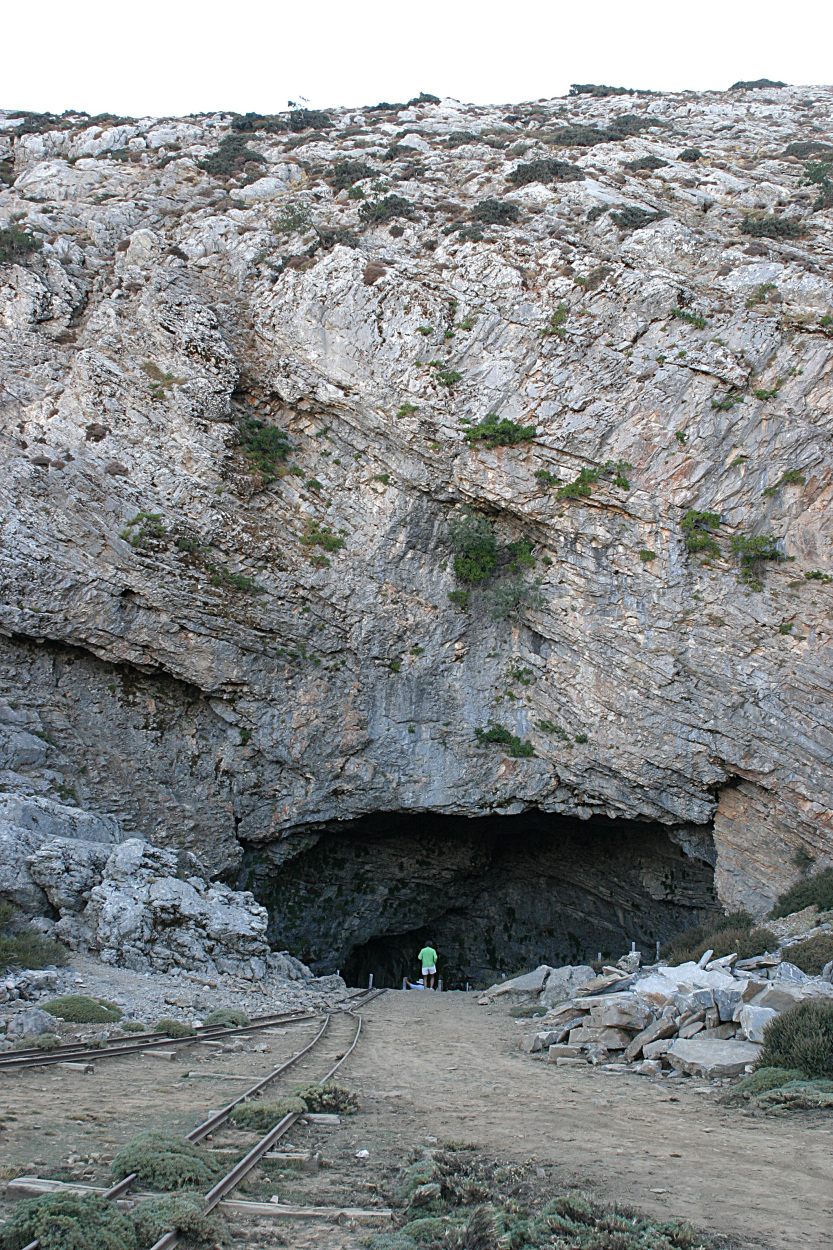
Гирло Ідейської печери, Крит

Критська гора Іда є найвищою вершиною острова, священною для богині Реї, і в якій знаходиться легендарна Ідейська печера , в якій немовля Зевс було сховано від свого батька Кроноса. Це одна з багатьох печер, які, як вважають, були місцем народження або схованки Зевса. Курети, група міфічних воїнів, бралися танцювати свої дикі, галасливі військові танці перед печерою, щоб гамір не давав Кроносу почути плач немовляти. На схилі цієї гори розташована долина Амарі, місце розширення стародавнього поселення у Фесті. Його сучасна назва — Psiloritis. Околиці та гора раніше були дуже лісистими.

## Гора Іда,Анатолія
Говорили, що з анатолійської гори Іда Зевс викрав Ганімеда на Олімп. Найвища вершина — Гаргарус, згадана в «Іліаді». Зевс знаходився у Вівтарі Зевса (поблизу Адатепе, Айваджик) під час Троянської війни. Сучасна турецька назва гори Іда, Туреччина, — Каз Дагі, вимовляється  [kaz daːɯ]. В «Енеїді» падаюча зірка падає на гору у відповідь на молитву Анхіза до Юпітера (римський еквівалент Зевса).

## Дивитися також
- Священні гори